# The Blessed
The Blessed (Las Bendecidas) es una serie de libros de la autora estadounidense Tonya Hurley. Narra la historia de Lucy, Agnes y Cecilia, tres chicas que son las reencarnaciones de tres Santas Mártires. La saga consta de tres entregas: Precious Blood, Passionaries y Hallowed.

## Sinopsis
Tres chicas perdidas, cada una en busca de algo distinto, pero lo que acaban encontrando supera los límites de la razón.
Cuando Agnes, Cecilia y Lucy ingresan en el Hospital Perpetual Help, la noche de Halloween, no imaginan lo mucho que cambiarán sus desastrosas vidas. Tres pulseras, entregadas por un chico anónimo, las unirá a las puertas de una iglesia a punto de ser derruida, y lo que allí vivan durante tres días, cambiará no solo cómo son sino lo que son. Agnes, Cecilia y Lucy son herederas del destino de tres santas mártires que deben luchar contra un mundo cada vez peor. 
La cruzada de las chicas se convierte en un juego por adivinar quién es bueno y quién malo, a quién amar y en quién confiar. Estas díscolas extrañas se embarcan en una búsqueda del amor para encontrarse a sí mismas.

## Reseñas
«Nuestro oscuro, sexy y roquero thriller favorito»
SugarScape.com
«Argumento intrigante, intensos diálogos y las críticas a una sociedad obsesionada por la novedad que se mueve a la velocidad de Twitter...»
Publishers Weekly
«Brooklyn es la localización perfecta para este oscuro y valiente thriller»
Kirkus

## Personajes
- Lucy Ambrose

Conocida como Lucky Lucy en la sociedad de élite de Brooklyn, Lucy es la típica chica que solo vive para festejar y humillar a otros. Ignorada por su padre, Lucy se une a Jesse Arens para construir un blog que les permita publicar las noticias más humillantes de las personas de la alta sociedad. La noche de Halloween cae en el hospital por una sobredosis. Es la reencarnación de la Santa Lucía quien fue acusada a muerte a causa de su fe, le sacaron los ojos para ser menos atractiva y conservar su castidad; es la Santa patrona de los ciegos. La pulsera de Lucy lleva unos ojos dorados.
- Agnes Fremont

Agnes es una empedernida romántica que solo desea encontrar a su amor verdadero; al terminar con su novio más reciente se corta las venas lo que la envía al hospital. Vive solo con su madre quien solo le complica las cosas en su vida. Es la reencarnación de Santa Inés quien al negarse a casarse fue enviada a un burdel para ser violada, al rezar el cabello le creció para cubrirle el cuerpo y protegerla; es la Santa patrona de las vírgenes, las muchachas y las víctimas de violación. La pulsera de Agnes lleva un corazón en llamas.
- Cecilia Trent

Dejó su hogar a los dieciséis años para perseguir su sueño de ser una cantante famosa, sin embargo a pesar de tener un club de fanes y conciertos en diferentes bares de la ciudad, esto no le ha dejado nada más que las relaciones con personas indeseables y un apartamento vació. Al desmayarse en la calle, casi muere ahogada en un charco lo que la lleva al hospital. Es la reencarnación de Santa Cecilia una mártir a quien intentaron decapitar, pero no pudieron por lo cual se pasó tres días cantando su fe mientras yacía moribunda; es la Santa patrona de los músicos. La pulsera de Cecilia lleva una espada. 
- Sebastian

Sebastian es el chico que les entrega las pulseras la noche de Halloween, está convencido de que su misión en la vida es unir a las chicas y ayudarlas a cumplir su destino; a pesar de que esto solo lo llevó a ser encerrado en el manicomio desde que era un niño no abandono su misión y sacrificó todo para lograrla. Es la reencarnación de San Sebastián el Santo patrón de los atletas y soldados, quien fue condenado a muerte por convertir personas al cristianismo.
- Dr. Frey

Psicólogo que mantuvo a Sebastian encerrado desde que era un niño convenciéndolo de que solo eran alucinaciones, sin embargo el Dr. Frey es más de lo que aparenta y tal vez sea la amenaza más grande que las santas deban enfrentar. 
- Jesse Arens

Jesse es el bloguero más despiadado en Brooklyn, con la ayuda de Lucy ha construido su reputación mientras destruía la de las otras personas.

## Libros de la saga

### Precious Blood
Fecha Lanzamiento: octubre, 2012
Sinopsis: Cuando Agnes, Cecilia y Lucy ingresan la noche de Halloween en la hospital Perpetual Help no imaginan lo mucho que cambiarán sus desastrosas vidas. Tres pulseras entregadas por un chico anónimo las unirá a las puertas de una iglesia a punto de ser derruida, y lo que allí vivan durante 3 días cambiará no solo cómo son sino lo que son. Agnes, Cecilia y Lucy son herederas del destino de tres santas mártires que deben luchar contra un mundo cada vez peor. La cruzada de las chicas se convierte en un juego por adivinar quién es bueno y quién malo, a quién amar y en quién confiar. Estas díscolas extrañas se embarcan en una búsqueda del amor para encontrarse a sí mismas.

### Passionaries
Fecha Lanzamiento: noviembre, 2014
Sinopsis: Agnes, Lucy y Cecilia ya no son las chicas que eran antes de conocer a Sebastián, ahora son unas santas, admiradas y repudiadas. Sebastián ha muerto y su corazón ha desaparecido, y solo éste tiene la llave de su destino.Después de haber intentando matarlas y haber fallado violenta y sangrientamente el Doctor Frey vuelve a sus vidas para desprestigiarlas , a la par que las fuerzas del mal se confabulan para eliminarlas del mapa. Sin embargo, ellas tienen que seguir con la misión que les fue revelada. Pero esta vez, en la batalla por recuperar el corazón de Sebastián, cada una tendrá que renunciar a algo y será una de ellas la que pague el precio más alto. Una historia actual de tres mártires cuya relación con Sebastián va más allá de la muerte.

### Hallowed
Fecha Lanzamiento: julio, 2015
Sinopsis: Tres chicas perdidas, uno chico guapo y misterioso. Ellas luchan por su corazón, mientras él lucha por sus almas en esta fascinante conclusión de la trilogía. Lucy, Cecilia, y Agnes han sacrificado todo por su creencia en un chico que robó su corazón. Primero en the Blessed y luego en Passionaries, las chicas han tenido dificultades para reconciliarse con sus destinos. Ahora, cuando el mundo se vuelve contra ellas, van a ser capaces de mantenerse firmes? ¿Podrán sobrevivir la prueba final? tendrán un destino o morirán.